# Doryopteris paradoxa
Doryopteris paradoxa là một loài thực vật có mạch trong họ Adiantaceae. Loài này được (Fée) C. Chr. miêu tả khoa học đầu tiên năm 1902.